# Extra Volume 2
Extra Volume 2 – album kompilacyjny niemieckiego zespołu industrialnego KMFDM, wydany 5 sierpnia 2008 roku. Jest to druga kompilacja zawierająca utwory wcześniej wydane jedynie na singlach.

## Lista utworów
CD 1
1. "Help Us/Save Us/Take Us Away" (Weiner-Mix) - 4:17
2. "Help Us/Save Us/Take Us Away" (Jäger-Mix) - 5:24
3. "Help Us/Save Us/Take Us Away" (Meister-Mix) - 5:19
4. "Help Us/Save Us/Take Us Away" (Oktoberfest-Mix) - 5:14
5. "Bargeld" (Cashflow-Mix) - 6:20
6. "Sucks" (No Shit-Radio-Mix) - 4:00
7. "Sucks" (P-O-T-A-T-O-Mix) - 3:43
8. "Sucks" (Goodbye Barb-Mix) - 5:20
9. "Sucks" (12"-Mix) - 4:01
10. "More 'n' Faster" - 4:21
11. "A Drug Against War" (Single Mix) - 3:43
12. "A Drug Against War" (Overdose-Mix) - 5:28
13. "A Drug Against War" (Hookah-Mix) - 3:36
14. "Blood" - 4:01

CD 2
1. "Light" (Cellulite Radio Dub) - 3:49
2. "Light" (Aerobic Dub) - 5:43
3. "Light" (Rubber Gloves Dub) - 5:25
4. "Light" (Fat Back Dub) - 7:30
5. "Light" (Vengeance Dub) - 5:39
6. "Light" (Cømplete Ørgasm Dub) - 5:00
7. "Light" (Diet Dub) - 6:00
8. "Light" (Lighthouse Dub) - 5:05
9. "Light" (White Cotton Balls Dub) - 5:10
10. "Trust" (Never Mix) - 4:37
11. "Glory" (War & Slavery Mix) - 3:48
12. "Lust" (Chem-lust Mix) - 5:28
13. "Glory" (Exploitation Mix) - 4:02